# Europarlamentari pentru Malta 2004-2009
Această listă este o listă a membrilor Parlamentul European for Malta in the 2004 to 2009 sesiunea, aranjați după nume. Vezi Alegeri pentru Parlamentul European, 2004 (Malta) for election results.
- John Attard Montalto, Labour Party (Partidul Socialiștilor Europeni)
- Simon Busuttil, Nationalist Party (Partidul Popular European)
- David Casa, Nationalist Party (Partidul Popular European)
- Louis Grech, Labour Party (Partidul Socialiștilor Europeni)
- Joseph Muscat, Labour Party (Partidul Socialiștilor Europeni)

*2004